# Gramoteino
Gramoteino è una cittadina della Russia siberiana meridionale (oblast' di Kemerovo); appartiene amministrativamente al distretto urbano della città di Belovo.
Sorge nella parte centrale della oblast', lungo il corso del fiume Inja.